# Bifocaal brillenglas

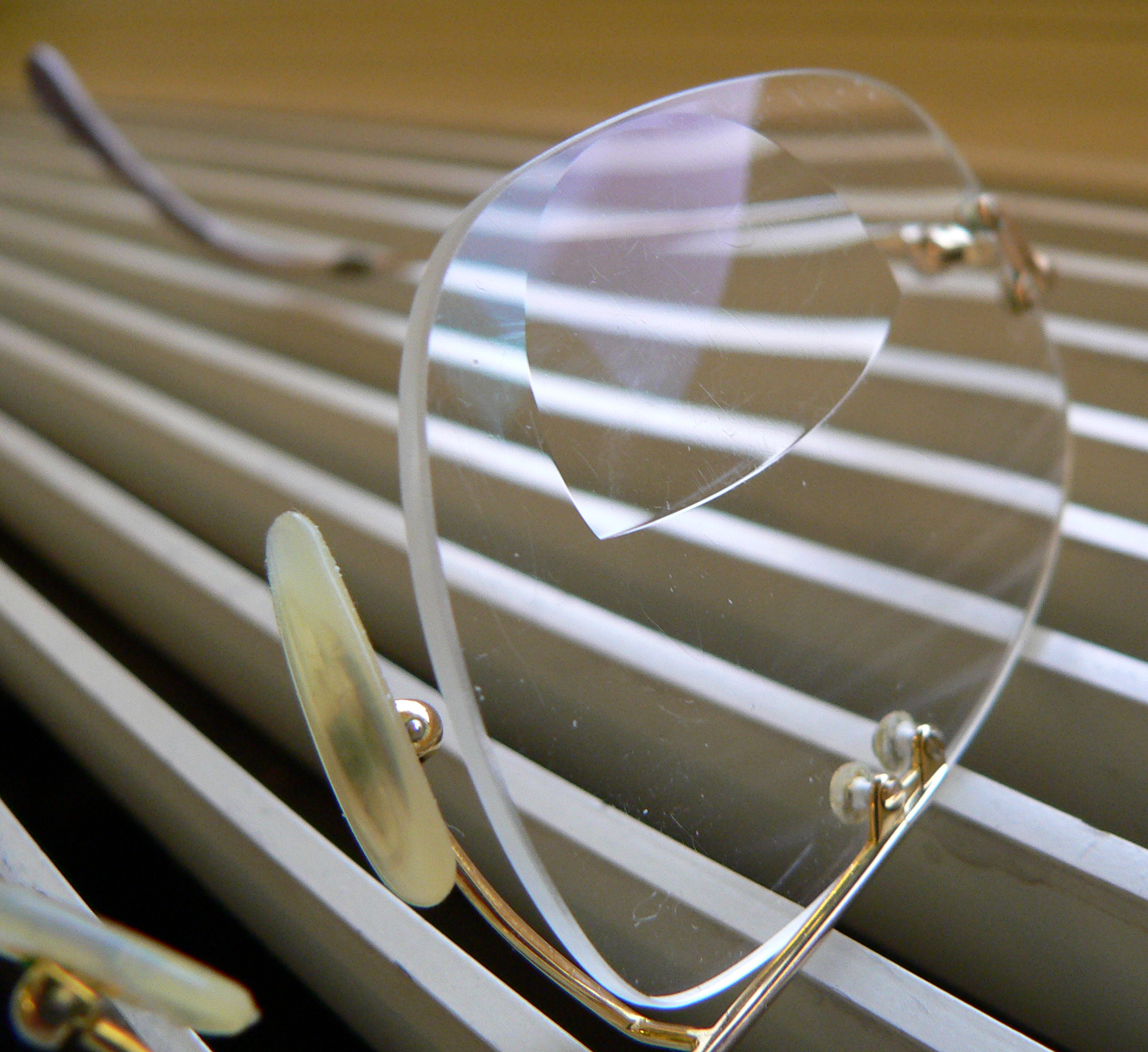
Een bifocaal brillenglas waarbij het lees-segment duidelijk te zien is

Bifocale brillenglazen zijn glazen waarmee men zowel ver als dichtbij kan zien. Als iemand hypermetroop (verziend) of myoop (bijziend) is en daarnaast ook presbyoop (oudziend) is – dat wil zeggen dat hij een leesbril nodig heeft –, kan deze persoon bifocale glazen nemen. Ook iemand die niet bij- of verziend is maar wel een leesbril nodig heeft, kan kiezen voor een bifocale bril, waarbij de verafsterkte 0 dioptrie bedraagt.

## Opbouw
Het glas is opgebouwd uit een grondglas dat het overgrote deel van de oppervlakte in beslag neemt, hierin zit de sterkte geslepen die voor scherp zicht op afstand nodig is. Het leessegment is kleiner van formaat en vult het gebrek aan accommodatie aan zoals noodzakelijk bij presbyopie. Het segment zal het op die plek het grondglas positiever van sterkte maken, waardoor scherp nabijzicht mogelijk wordt.

## Soorten
Het segment zelf kan in verschillende vormen gemaakt worden. Met een rondlopende bovenlijn (Curve Top); een platte lijn (Straight Top); pantoscopisch, waarbij de scheidingslijn schuin naar binnen loopt en de hoeken rond zijn gemaakt voor een "mooier" glas; de gehele onderste helft van het glas (long-line).

## Trifocale brillenglazen
Er bestaan ook trifocale brillenglazen. Deze hebben in het midden, dus tussen het leesgedeelte en het verafgedeelte, een zone met een sterkte die tussen die voor lezen en die voor veraf zit. Deze trifocale glazen werden vaak gebruikt door mensen die juist vaak op de tussenafstanden scherp moesten kunnen zien. Voorbeelden zijn computergebruikers en musici. Tegenwoordig lijken trifocale glazen verdrongen te worden door multifocale glazen.